# Long Way 2 Go
Long Way 2 Go è un singolo della cantante statunitense Cassie, pubblicato come secondo singolo dell'album di debutto dell'artista, Cassie (2006).
Insieme al brano Me & U, anch'esso contenuto all'interno del medesimo album, Long Way 2 Go rappresenta il singolo di maggiore successo in assoluto della carriera della cantante.

## Descrizione
Long Way 2 Go è stata prodotta da Ryan Leslie, colui che ha prodotto anche tutto il resto dell'album di Cassie.
Musicalmente questa è una canzone hip hop, accompagnata da un ritmo rilassato tipico dell'R&B. Dal punto di vista del testo, come spiegato dalla cantante stessa durante un'intervista per MTV, Cassie rifiuta noncurante le avances di un uomo che la corteggia senza speranze. Infatti nel ritornello la cantante dice che lui "got a long way to go" ("deve fare ancora molta strada") prima di riuscire a conquistarla. Le voci aggiuntive sono fornite dallo stesso Ryan Leslie, che svolge una dicotomia, ovvero un botta e risposta, con la cantante.

## Video musicale
Il videoclip ufficiale di Long Way 2 Go è stato diretto da Erik White, e girato il 17 agosto 2006. Il video, che la cantante aveva annunciato di star preparando il 17 luglio 2006, è stato presentato in anteprima nel programma di MTV Total Request Live, il 12 settembre. In esso appaiono Cassie, nella sua camera da letto, e Ryan Leslie, che interpreta il suo fidanzato.

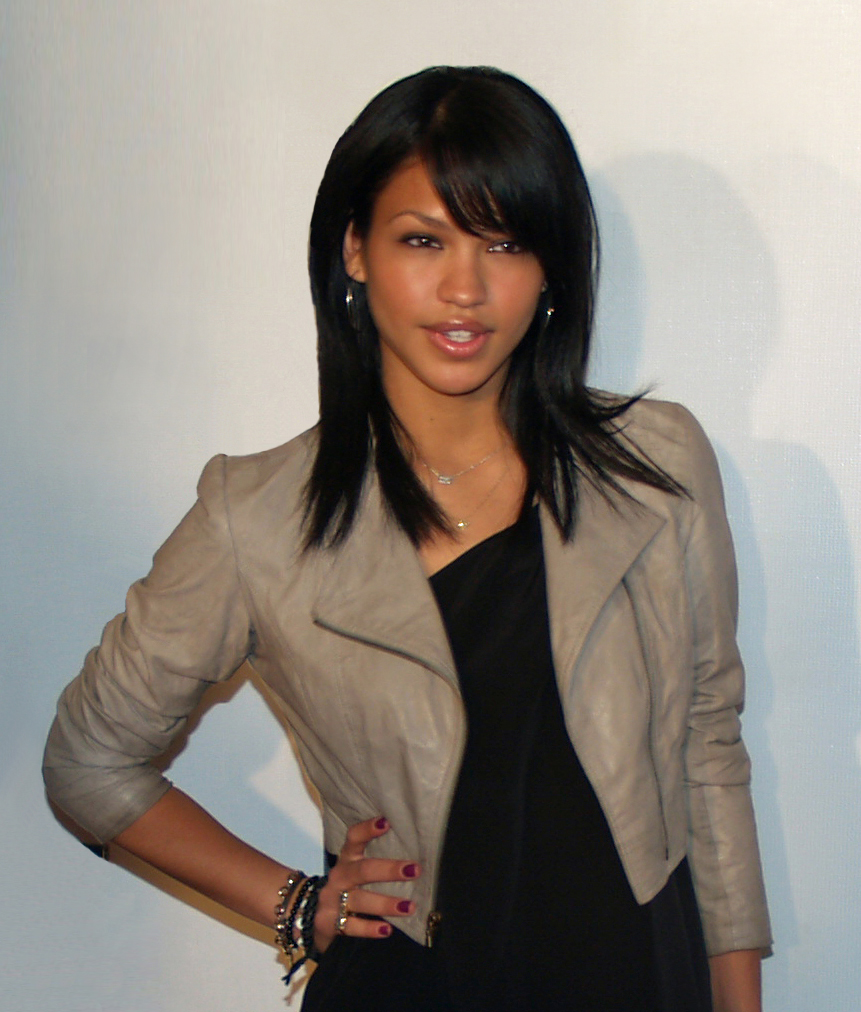
Cassie nel periodo dell'uscita del singolo, nel 2006

## Accoglienza
Il singolo è stato accolto positivamente dalla critica musicale, che ne ha elogiato il tono "allegro e giocoso".

### Critica
Slant Magazine ha recensito positivamente Long Way 2 Go, definendolo uno "sfacciato successo che dovrebbe diventare popolare tra i fan di Promiscuous di Nelly Furtado: Cassie canta con un tono indifferente, come se stesse respingendo le avances di un povero ragazzo mentre contemporaneamente si soffia sulle unghie appena smaltate".
Lo stesso vale per il sito AllMusic, che nella sua recensione ha scritto: "Cassie rimprovera un corteggiatore senza speranza con noncuranza talmente tagliente - praticamente lo sta schiacciando come una mosca - che puoi vederla scaricare il tizio al cellulare mentre distratta guarda una vetrina di scarpe firmate".

## Successo commerciale
Il singolo, appena dopo essere stato rilasciato, è divenuto un successo radiofonico in tutto il mondo. Infatti in sole due settimane è entrato nella top 20 delle classifiche di diversi paesi, tra cui Regno Unito, Irlanda e Nuova Zelanda, così come nella top 30 in Australia, Francia e Svizzera.
Negli Stati Uniti è diventato uno dei singoli più ascoltati della stagione 2006-2007; tuttavia, nella classifica statunitense Billboard Hot 100, la canzone ha raggiunto soltanto la posizione n° 97, per via della distribuzione limitata nelle radio.
Nel Regno Unito la canzone è stata successivamente certificata disco d'oro, per aver raggiunto le 400.000 copie vendute.